# Watsa (territoire)
Le territoire de Watsa est une entité administrative déconcentrée de la province du Haut-Uele en république démocratique du Congo. 

## Géographie
Il s'étend à l'est de la province. Le mont Akoti y culmine à plus de 1 000 m d’altitude.

## Commune
Le territoire compte une commune rurale de moins de 80 000 électeurs.
- Watsa, (7 conseillers municipaux)

## Chefferies et secteurs
Il est composé de 9 collectivités (6 chefferies et 3 secteurs) :  
| Subdivision | Statut    |
| ----------- | --------- |
| Andikofa    | Chefferie |
| Andobi      | Chefferie |
| Ateru       | Chefferie |
| Kebo        | Chefferie |
| Mari-Minza  | Chefferie |
| Waleze      | Chefferie |
| Gombari     | Secteur   |
| Kibali      | Secteur   |
| Mangbutu    | Secteur   |